# Ligue féminine de basketball
Ligue féminine de basketball is het hoogste niveau clubcompetitie in het Franse professionele damesbasketbal, waar gespeeld wordt om het nationale kampioenschap van Frankrijk. Het wordt georganiseerd door FFBB. Het seizoen bestaat uit een thuis-en-uit schema van 22 wedstrijden, gevolgd door een playoffronde met acht teams. De kwartfinales en halve finales verlopen volgens het best-of-three-principe en de finale is meestal ook een best-of-three. De twee laatste clubs degraderen naar de Ligue féminine 2. De twee beste teams uit de Ligue féminine 2 promoveren naar de Ligue féminine de basketball.

## Winnaars Ligue féminine de basketball
| Jaar | Winnaar                                                                     | Runner-up                                                                   | Uitslag                                                                     |                                                                             |
| ---- | --------------------------------------------------------------------------- | --------------------------------------------------------------------------- | --------------------------------------------------------------------------- | --------------------------------------------------------------------------- |
| 1988 | BAC Mirande                                                                 | Stade français Versailles                                                   | 2-0                                                                         |                                                                             |
| 1989 | BAC Mirande                                                                 | Racing Paris                                                                | 2-0                                                                         |                                                                             |
| 1990 | BAC Mirande                                                                 | Racing Paris                                                                | 2-0                                                                         |                                                                             |
| 1991 | Challes-les-Eaux Basket                                                     | BAC Mirande                                                                 | 2-1                                                                         |                                                                             |
| 1992 | Challes-les-Eaux Basket                                                     | Racing Paris                                                                | 2-0                                                                         |                                                                             |
| 1993 | Challes-les-Eaux Basket                                                     | Tarbes Gespe Bigorre                                                        | 2-1                                                                         |                                                                             |
| 1994 | USV Olympic                                                                 | Challes-les-Eaux Basket                                                     | 2-0                                                                         |                                                                             |
| 1995 | CJM Bourges Basket                                                          | Tarbes Gespe Bigorre                                                        | 2-0                                                                         |                                                                             |
| 1996 | CJM Bourges Basket                                                          | USV Olympic                                                                 | 2-1                                                                         |                                                                             |
| 1997 | CJM Bourges Basket                                                          | USV Olympic                                                                 | 2-1                                                                         |                                                                             |
| 1998 | CJM Bourges Basket                                                          | USV Olympic                                                                 | 2-1                                                                         |                                                                             |
| 1999 | CJM Bourges Basket                                                          | USV Olympic                                                                 | 2-1                                                                         |                                                                             |
| 2000 | CJM Bourges Basket                                                          | USV Olympic                                                                 | 2-0                                                                         |                                                                             |
| 2001 | USV Olympic                                                                 | CJM Bourges Basket                                                          | 2-0                                                                         |                                                                             |
| 2002 | USV Olympic                                                                 | CJM Bourges Basket                                                          | 2-0                                                                         |                                                                             |
| 2003 | USV Olympic                                                                 | Tarbes Gespe Bigorre                                                        | 2-0                                                                         |                                                                             |
| 2004 | USV Olympic                                                                 | CJM Bourges Basket                                                          | 2-0                                                                         |                                                                             |
| 2005 | USV Olympic                                                                 | CJM Bourges Basket                                                          | 3-0                                                                         |                                                                             |
| 2006 | CJM Bourges Basket                                                          | USV Olympic                                                                 | 2-1                                                                         |                                                                             |
| 2007 | USV Olympic                                                                 | CJM Bourges Basket                                                          | 2-0                                                                         |                                                                             |
| 2008 | CJM Bourges Basket                                                          | Lattes Montpellier                                                          | 2-0                                                                         |                                                                             |
| 2009 | CJM Bourges Basket                                                          | Tarbes Gespe Bigorre                                                        | 2-1                                                                         |                                                                             |
| 2010 | Tarbes Gespe Bigorre                                                        | CJM Bourges Basket                                                          | 2-0                                                                         |                                                                             |
| 2011 | CJM Bourges Basket                                                          | Tarbes Gespe Bigorre                                                        | 2-0                                                                         |                                                                             |
| 2012 | Tango Bourges Basket                                                        | Lattes Montpellier                                                          | 2-0                                                                         |                                                                             |
| 2013 | Tango Bourges Basket                                                        | Lattes Montpellier                                                          | 2-1                                                                         |                                                                             |
| 2014 | Lattes Montpellier                                                          | Tango Bourges Basket                                                        | 2-1                                                                         |                                                                             |
| 2015 | Tango Bourges Basket                                                        | ESBVA-LM                                                                    | 2-1                                                                         |                                                                             |
| 2016 | Lattes Montpellier                                                          | Tango Bourges Basket                                                        | 2-1                                                                         |                                                                             |
| 2017 | ESBVA-LM                                                                    | Lattes Montpellier                                                          | 3-1                                                                         |                                                                             |
| 2018 | Tango Bourges Basket                                                        | Tarbes Gespe Bigorre                                                        | 3-1                                                                         |                                                                             |
| 2019 | LDLC ASVEL féminin                                                          | Lattes Montpellier                                                          | 3-2                                                                         |                                                                             |
| 2020 | competitie gestaakt en later definitief beëindigd vanwege de Coronapandemie | competitie gestaakt en later definitief beëindigd vanwege de Coronapandemie | competitie gestaakt en later definitief beëindigd vanwege de Coronapandemie | competitie gestaakt en later definitief beëindigd vanwege de Coronapandemie |
| 2021 | Basket Landes                                                               | Lattes Montpellier                                                          | 1-0                                                                         |                                                                             |
| 2022 | Tango Bourges Basket                                                        | LDLC ASVEL féminin                                                          | 3-0                                                                         |                                                                             |
| 2023 | LDLC ASVEL féminin                                                          | ESBVA-LM                                                                    | 2-1                                                                         |                                                                             |
| 2024 | ESBVA-LM                                                                    | Basket Landes                                                               | 2-0                                                                         |                                                                             |
| 2025 | Basket Landes                                                               | Tarbes Gespe Bigorre                                                        | 2-1                                                                         |                                                                             |